# Keipen (kulle i Antarktis)
Keipen är en kulle i Antarktis. Den ligger i Östantarktis. Norge gör anspråk på området. Toppen på Keipen är 2 610 meter över havet.
Terrängen runt Keipen är huvudsakligen kuperad, men österut är den bergig. Trakten är obefolkad. Det finns inga samhällen i närheten. 